# El rebel orgullós
El rebel orgullós (títol original: The Proud Rebel) és una pel·lícula western en Technicolor estatunidenca de 1958 dirigida per Michael Curtiz, amb un guió de Joseph Petracca i Lillie Hayward que es basava en una història de James Edward Grant. La pel·lícula és protagonitzada per Alan Ladd, Olivia de Havilland, Dean Jagger, David Ladd i Cecil Kellaway i compta amb Harry Dean Stanton en una primera aparició al cinema. Està doblada al català.

## Argument
Un antic soldat confederat, John Chandler va a una ciutat d'Illinois amb el seu fill David, de 10 anys, per veure el doctor Enos Davis. El nen va quedar mut després de veure com la seva mare va morir cremada quan els soldats de la Unió van calar foc a la seva casa, i des d'aleshores no ha dit ni una paraula.

## Repartiment
- Alan Ladd com John Chandler
- Olivia de Havilland com Linnett Moore
- Dean Jagger com Harry Burleigh
- David Ladd com David Chandler
- Cecil Kellaway com Dr. Enos Davis
- James Westerfield com Birm Bates
- Dean Stanton com Jeb Burleigh
- Thomas Pittman com Tom Burleigh
- Henry Hull com Jutge Morley
- Eli Mintz com Mr. Gorman
- John Carradine com venedor ambulant

## Producció
La pel·lícula es va basar en un relat de 1947 de James Edward Grant. Els drets cinematogràfics van ser comprats per Sam Goldwyn que els va donar al seu fill el 1950. Goldwyn Jr. va dir que la pel·lícula tractaria sobre el seu tipus d'història preferida, "el tema de l'home invicte". Va anunciar que el projecte seria filmat l'any 1955 basat en un guió de Joseph Petracca. No obstant això, va acabar trigant uns quants anys a obtenir finançament.
Goldwyn Jr. havia pressupostat el projecte en 1,6 milions de dòlars, però va tenir problemes per aconseguir un finançament superior a 1 milió de dòlars. Va decidir no comprometre's i apostar per un pressupost més gran sense haver-lo venut a un distribuïdor.
Alan Ladd va signar per coprotagonista amb el seu fill David sota la direcció de Michael Curtiz. Goldwyn Jr va dir: "Michael Curtiz ha tret bones actuacions d'ambdós. El nen, quan vaig parlar amb ell per primera vegada, estava rígid i espantat, però quan vaig començar a parlar-li del seu pare, se li va il·luminar la cara i vaig saber que ho era correcte pel paper".
Adolphe Menjou havia de fer un paper secundari però es va retirar.
La pel·lícula es va rodar a Cedar City a Utah. Parts de la pel·lícula es van rodar a Cedar Mountain, Rush Valley i al Johnson Canyon a Utah. Les seves escenes externes que representen l'Oest Mitjà dels Estats Units, un paisatge pla i amb vegetació, són una mica discordants per comparar-les amb el teló de fons àrid i muntanyós de Utah.
Un cop finalitzada la pel·lícula, Goldwyn Jr. la va mostrar als distribuïdors i va aconseguir acords amb Buena Vista per als EUA i Loews a nivell internacional.

## Recepció crítica
Una revisió contemporània a Variety va descriure la pel·lícula com una "història de suspens i acció ràpida posterior a la Guerra Civil" amb "caracteritzacions que es mantenen amb més força, rematades potser per l'actuació molt atractiva de David Ladd". El crític A.H. Weiler va escriure a The New York Times que la pel·lícula era "un drama genuïnament sentimental però sovint commovedor" i un "drama sincerament commovedor" que "està més preocupat per exposar el personatge que el caos". Tot i que lloa les actuacions, la ressenya també assenyala que "Un espectador podria observar, amb raó, que la història es gira de manera una mica desigual, que s'alenteix en algunes ocasions i que el 'final feliç' està telegrafiat. Però aquests […] són qüestions menors". Una crítica a TV Guide va descriure la pel·lícula com una "història de cor càlid" amb "actuació brillants (especialment la de David Ladd) i la caracterització inusual de la vídua endurida i solitària de De Havilland" i "una bona fotografia en color del Paisatge de Utah".

## Influència
El rebel orgullós va influir en l'actor indi Kishore Kumar, per refer-lo com a Door Gagan Ki Chhaon Mein el 1964, amb el seu fill de la vida real Amit Kumar fent el paper del fill mut.